# Plettet gråsnegl
Limax maximus er en stor terrestrisk snegl, som på dansk ofte kaldes plettet gråsnegl eller leopardsnegl. Arten er hjemmehørende og forekommer naturligt i den lokale fauna, hvor den både udnytter plantemateriale og fungerer som rovdyr. Limax maximus er ikke skadelig i haven; den spiser jævnligt både æg og voksne individer af dræbersneglen Arion vulgaris og kan dermed bidrage til at begrænse dens bestand.

## Adfærd og økologi
Plettet gråsnegl angriber andre landsnegle samt snegleæg, når den møder dem, og den udviser generelt en aggressiv adfærd over for artsfæller og dræbersnegle. Individet kan vende tilbage til sit hvilested fra mere end 90 cm afstand via en direkte rute, og homing sker op mod vinden ved lav vindhastighed. Frakobling af det digitate ganglion fra centralnervesystemet ophæver evnen til at finde hjem, hvilket viser, at olfaktion er afgørende. Sneglen samler sig i tætte “huddles”, hvilket mindsker det individuelle vandtab ved fordampning. Ved dehydrering til omkring 90 % af kropsvægten initieres rytmisk lukning af pneumostomen, og yderligere dehydrering forlænger lukkeperioderne.

## Vandbalancens fysiologi
Under gradvis dehydrering stiger hæmolymfens osmolalitet eksponentielt, og analysen viser, at det indledende vandtab primært sker fra hæmolymfen. Der er en daglig cyklus i kropshydrering med maksimum omkring midnat og minimum omkring middag.

## Fødesøgning og neurobiologi
Dopamin findes i klynger af nerveceller i de cerebrale ganglier (62 pmol/ganglion) og i betydelig mængde i buccal-ganglierne (10 pmol/ganglion). Eksogen dopamin i koncentrationer fra 3 × 10⁻⁶ M til 3 × 10⁻⁵ M udløser det koordinerede fødemotoriske program med stigende sandsynlighed ved højere koncentrationer. Serotonin exciterer flere buccale motorneuroner, men kan ikke fremkalde synkroniserede cykler og blokeres dårligt af ergonovin. Tilførsel af morfin (1–10 mg kg⁻¹) øger fødeindtaget hos både sultne og mætte snegle, mens naloxon (1 mg kg⁻¹) ophæver denne effekt og reducerer indtaget hos fastedyr.

## Læring og hukommelse
Et enkelt appetitivt konditioneringsforløb, hvor en tidligere frastødende lugt parres med en attraktiv smag, øger kraftigt præferencen for lugten. Sneglen kan også lære at undgå en attraktiv lugt, hvis den parres med en bitter stimulus, hvilket demonstrerer både appetitiv og aversiv associative evner i samme organisme.

## Parasitter og sundhed
Eksperimentelle infektioner viser, at L. maximus kan fungere som mellemvært for fem metastrongyloide nematoder, herunder fransk hjerteorm (Angiostrongylus vasorum) og rævens lungeorm (Crenosoma vulpis). Larver af disse parasitter (L3-stadiet) begynder at udskilles i sneglens fæces 20-32 dage efter infektion, men udskillelsesprocenten ligger kun på 1,3-2,8 % af den samlede larvebyrde. Motile L3-larver af C. vulpis blev stadig fundet 120 dage efter udskillelse ved 16 °C og høj luftfugtighed, hvilket antyder en betydelig miljøpersistens.

## Betydning for forskning
Kombinationen af sofistikeret olfaktorisk orientering, udtalt vandbalanceregulering, neurokemisk kontrolleret fødeoptag og robust associative læringsevne har gjort L. maximus til en vigtig model for studier af sensorisk fysiologi, neurofarmakologi og indlæring.